# Inmigración paraguaya en los Estados Unidos
La inmigración paraguaya en los Estados Unidos en el censo de 2018 es de 34.307. Los paraguayos son el grupo hispano más pequeño de los Estados Unidos. En el año 2018, 34 307 ciudadanos paraguayos estaban registrados en los Estados Unidos, número que se ha mantenido estable y con un leve crecimiento en los últimos años. Es el cuarto país en que mayor emigración paraguaya cuenta, luego de Argentina, España y Brasil.
La población paraguaya se concentra principalmente en Queens, Nueva York, el condado de Westchester, Nueva York y el condado de Somerset, Nueva Jersey. Otras áreas de concentración incluyen el condado de Miami-Dade y el condado de Montgomery, Maryland. La mayor concentración de paraguayos en los Estados Unidos reside en el condado de Somerset.

## Historia
Los primeros paraguayos llegaron entre 1841 y 1850. En ese momento, los paraguayos no venían directamente a los Estados Unidos desde Paraguay, sino a través de otros países como Brasil, Argentina y Perú. Los residentes paraguayos en los Estados Unidos se incluyeron en los primeros registros del grupo de "Otros" hispanos y no específicamente de Paraguay. Durante esos años, llegaron 3.579 "otros" inmigrantes. En la década de 1960, un cuarto de todos los paraguayos estaban registrados como residentes en países fuera de Paraguay, con una mayoría en Argentina, Brasil y Uruguay. 
En 1979, cerca de 11,000 paraguayos emigraron a los Estados Unidos, pero las cifras disminuyeron rápidamente. En 1982, 4.000 paraguayos emigraron a los Estados Unidos. Las razones de la migración fueron variadas, pero muchos inmigrantes eran jóvenes que querían oportunidades educativas para obtener conocimientos profesionales, habilidades y tener mejores empleos.
De los 80 paraguayos estadounidenses que se convirtieron en ciudadanos estadounidenses en 1984, solo uno llegó ese año. De hecho, la mayoría de estos inmigrantes llegaron entre ocho y diez años antes. Entre 1987 y 1996, las cifras de naturalización para los paraguayos en los Estados Unidos aumentaron ligeramente. Así, en 1996, 420 paraguayos se convirtieron en ciudadanos estadounidenses.
En 1990, 5,144 estadounidenses paraguayos hablaban español o guaraní (lengua indígena de Paraguay), y 2,903 estadounidenses paraguayos no hablaban inglés muy bien. Han crecido dentro de la comunidad hispana en los Estados Unidos. La mayoría de la comunidad paraguaya en los EE.UU habla principalmente el español; algunos también hablan el guaraní y el inglés.
Muchos inmigrantes paraguayos también eran bebés adoptados por familias estadounidenses. Más de mil infantes paraguayos fueron adoptados en este país. De estos, 254 fueron adoptados en 1989, 405 en 1993 y 351 en 1995.

## Situación laboral y económica
Generalmente cuentan con trabajos domésticos. Otros tienen trabajos agrícolas en California y Kansas. Este último estado se ha asociado con Paraguay en un programa de intercambio a través de una organización voluntaria sin fines de lucro llamada Partners of the Americas. Tanto Kansas como Paraguay no tienen litoral, crían ganado y trigo, y tienen aproximadamente el mismo tamaño y población. También un pequeño número de profesionales paraguayos estadounidenses que emigraron en busca de mejores empleos y salarios.
Algunos de los inmigrantes llegaron por razones políticas o para escapar de disturbios civiles. Las mujeres excedieron ligeramente en número a los inmigrantes varones, y más de la mitad de sus inmigrantes carecían de ocupación. 
De acuerdo con el censo estadounidense de 1990 de 4,132 adultos paraguayos estadounidenses de 25 años o más, 997 eran graduados de secundaria, 700 asistieron a la escuela hasta el 12 ° grado, aunque no tienen diploma, 429 tienen una licenciatura y 653 han tenido alguna experiencia universitaria. De los 5.415 estadounidenses paraguayos en la población de los Estados Unidos, 1.830 solo están matriculados en la escuela.

## Demografía
Las grandes poblaciones de paraguayos estadounidenses se encuentran en la ciudad de Nueva York, Miami y Los Ángeles. Los estadounidenses paraguayos también tienen importancia para la población en Dallas y Atlanta. Muchos paraguayos no calificados tienen trabajos en la industria de servicios en zonas urbanas como Minneapolis, Chicago o estados como Nueva York y Nueva Jersey.